# Sidemia uralensis
Sidemia uralensis là một loài bướm đêm trong họ Noctuidae.